# L'Oncle de Bout de Zan

L'Oncle de Bout de Zan est un film muet français réalisé par Louis Feuillade et sorti en 1916.

## Fiche technique
- Réalisation et scénario : Louis Feuillade
- Société de production : Société des Etablissements L. Gaumont
- Pays de production : France
- Format : Muet - Noir et blanc - 1,33:1 - 35 mm - procédé cinématographique : sphérique
- Genre : Comédie
- Date de sortie :
  - France : janvier 1916

## Distribution
- René Poyen : Bout de Zan
- Marcel Lévesque : l'oncle